# Anna Archipova
Anna Valerievna Archipova (Russisch: Анна Валерьевна Архипова) (Stavropol, 27 juli 1973) is een voormalig Russische basketbalster die uitkwam voor het nationale team van Rusland. Ze werd twee keer kampioen van Rusland (UMMC Jekaterinenburg), Europees kampioen en zilverenmedaillewinnaar van de wereld. Ze kreeg de onderscheiding Meester in de sport van Rusland.

## Biografie
Archipova begon basketbal te spelen op zevenjarige leeftijd in Novosibirsk, de eerste coaches zijn Irina en Vitaly Helvius. Op 15-jarige leeftijd verhuisde ze naar Wolgograd, waar ze ging spelen voor Dinamo Wolgograd. In 1992 verhuisde ze naar Jekaterinenburg in de Oeral, waar zij afstudeerde aan de Staatsuniversiteit van de Oeral voor Pedagogiek (USPU). Ze speelde voor de teams Oeralmasj (1992-1997), SAM Myjava (1997-1998), Delta Management Košice (1998-1999), Lotos Gdynia (1999-2000), Dinamo Moskou (2000-2001), Umana Reyer Venezia (2001-2002), UMMC (2002-2004). Van 1994 t/m 2004 speelde ze in de Russische nationale ploeg.
In 2003 trouwde ze met zakenman, en toen algemeen directeur van de basketbalclub UMMC Jekaterinenburg, Sjabtaj Kalmanovitsj, waarna ze voor de wedstrijden werd vermeld als Anna Archipova-von Kalmanovitsj. Na haar carrière bij UMMC Jekaterinenburg ging ze samen met Kalmanovitsj wonen in de buurt van Moskou. Archipova werd daar directeur van de "Spartak" Olympische Reserve School. Ze trainde het Russische nationale team van meisjes die geboren waren voor 1993. Na de moord op haar man, Sjabtaj Kalmanovitsj in 2009, werd ze algemeen directeur van basketbalclub Sparta&K Oblast Moskou Vidnoje.
Archipova was assistent-coach op het Europees kampioenschap basketbal vrouwen 2017.

## Erelijst
- Landskampioen Rusland: 2
  - Winnaar: 2002, 2003
- Landskampioen Polen: 1
  - Winnaar: 2000
- EuroLeague Women: 1
  - Winnaar: 2003
- FIBA Women's World League:
  - Derde: 2003
- Olympische Spelen:
  - Brons: 2004
- Wereldkampioenschap:
  - Zilver: 2002
- Europees Kampioenschap: 1
  - Goud: 2003
  - Zilver: 2001

## Speler
4 Abrosimova ·
5 Gavrilova ·
6 Roetkovskaja  ·
7 Marilova ·
8 Baranova ·
9 Foertseva ·
10 Archipova ·
11 Stepanova ·
12 Konovalova ·
13 Boermistrova ·
14 Psjikova ·
15 Zaboloejeva ·
Coach: Mysjkin
· Assistent-coach: 
· Assistent-coach: 
4 Nikonova ·
5 Psjikova ·
6 Roetkovskaja  ·
7 Artesjina ·
8 Abrosimova ·
9 Skopa ·
10 Choedasjova ·
11 Stepanova ·
12 Soemnikova ·
13 Sjakirova ·
14 Zasoelskaja ·
15 Archipova ·
Coach: Gomelski
· Assistent-coach: 
· Assistent-coach: 
4 Nikonova  ·
5 Rachmatoelina ·
6 Artesjina ·
7 Archipova ·
8 Baranova ·
9 Skopa ·
10 Choedasjova ·
11 Stepanova ·
12 Kalmykova ·
13 Karpova ·
14 Osipova ·
15 Korstin ·
Coach: Kapranov
· Assistent-coach: 
· Assistent-coach: 
4 Sjnjoekova ·
5 Rachmatoelina ·
6 Artesjina ·
7 Archipova ·
8 Baranova  ·
9 Skopa ·
10 Korstin ·
11 Osipova ·
12 Kalmykova ·
13 Zakaljoechnaja ·
14 Sjtsjegoleva ·
15 Goestilina ·
Coach: Kapranov
· Assistent-coach: 
· Assistent-coach: 
4 Artesjina ·
5 Rachmatoelina ·
6 Firsova ·
7 Goestilina ·
8 Baranova  ·
9 Skopa ·
10 Korstin ·
11 Stepanova ·
12 Kalmykova ·
13 Sjtsjegoleva ·
14 Osipova ·
15 Archipova ·
Coach: Kapranov
· Assistent-coach: 
· Assistent-coach: 
4 Artesjina ·
5 Rachmatoelina ·
6 Vodopjanova ·
7 Goestilina ·
8 Baranova  ·
9 Sjtsjegoleva ·
10 Korstin ·
11 Stepanova ·
12 Kalmykova ·
13 Karpova ·
14 Osipova ·
15 Archipova ·
Coach: Kapranov
· Assistent-coach: Loenitsjkin
· Assistent-coach: Groedin

## Assistent coach
3 Zjedik ·
4 Moesina ·
5 Beljakova  ·
7 Vadejeva ·
9 Levtsjenko ·
10 Prince ·
13 Kirillova ·
15 Vieru ·
16 Tichonenko ·
17 Beglova ·
25 Tsjerepanova ·
32 Maiga ·
Coach: Vasin
· Assistent-coach: Donskov
· Assistent-coach: Archipova